# 폴룩스 (기술)
폴룩스(Polux)는 나무 전기와 전신주 상태를 확인할 수 있는 측정기이다.

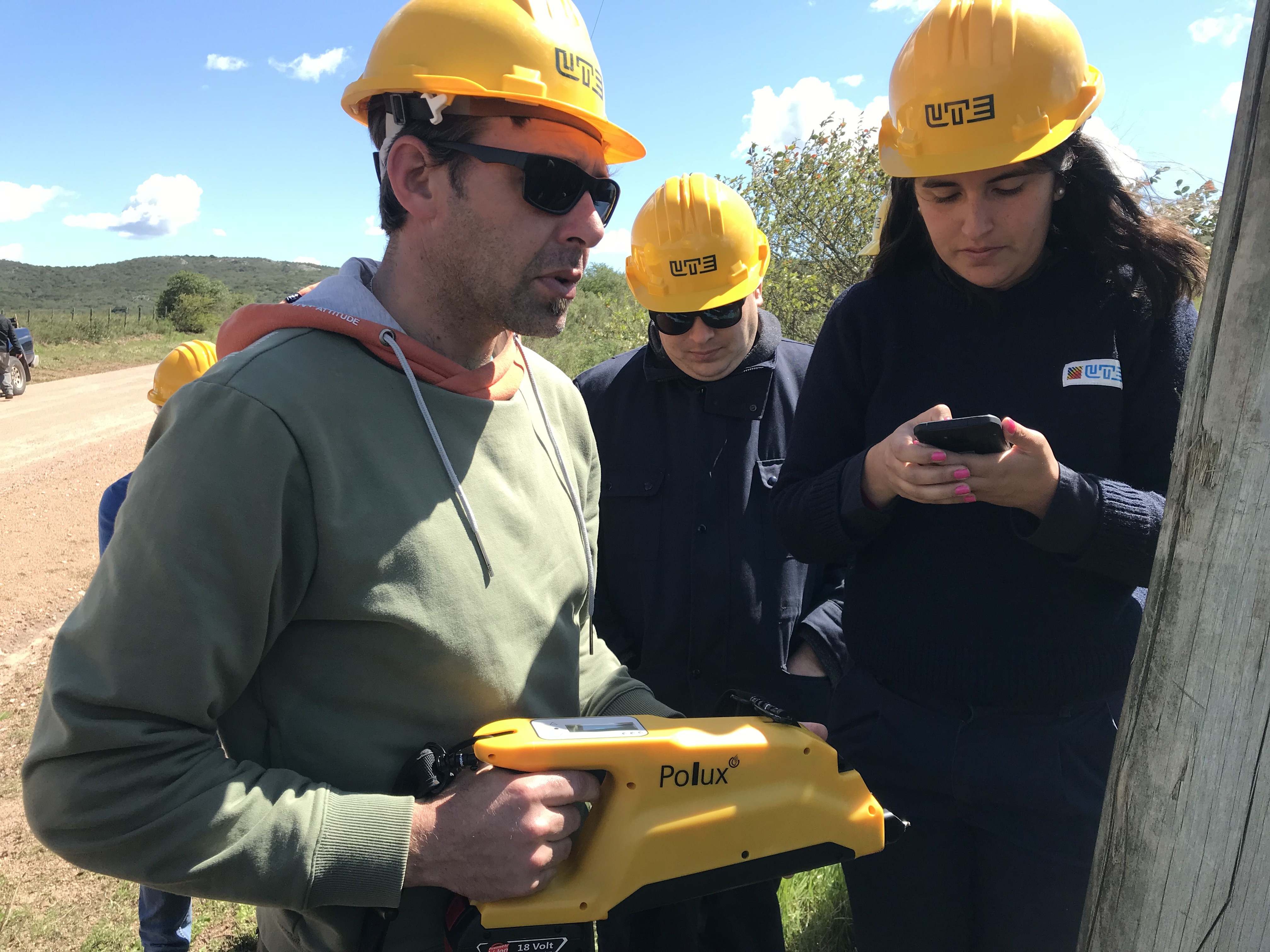
Polux 5

## 설명
폴룩스 기술을 사용하면 안전 및 유지 관리 진단을 할 수 있고 측정을 통해 작업자는 안전하게 기둥에 오르고 목재 상태를 확인하여 목재의 남은 수명을 추정할 수 있다. POLUX 5는 나사로 마스트에 부착하는 형식이다. 전체 나사 체결 과정에서 발생하는 에너지와 마스트에 대한 장치의 각도가 저장된다. 장치가 마스트에 단단히 부착되자마자 측정 팁이 자동으로 마스트를 관통한다. 여기에서 침투력과 이에 필요한 에너지가 모두 기록되며 측정 팁이 목재에 완전히 들어가면 수분 함량 또한 저장된다.
POLUX 5는 나무 기둥의 안정성을 유지하고 테스트하는 데 사용된다. 금속 팁을 트렁크에 관통시키는 데 필요한 힘은 극의 부피 밀도를 예측하는 주요 변수로 측정된다. 추가로 기록된 매개변수는 측정 결과를 향상시킬 수 있다.

𝝆𝑷𝒐𝒍𝒖𝒙,𝟏𝟐% = 309 + 𝑭 × 1,66 + 𝜶 × 5,65 + 𝒖𝑷𝒐𝒍𝒖𝒙 × 2,12 − 𝐓𝒐𝒓𝒅 × 46,3

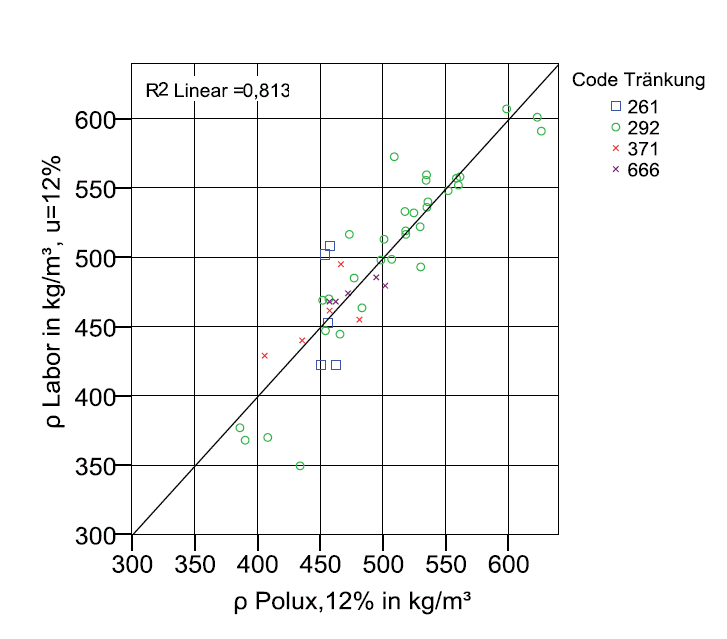
Polux 원시 밀도

𝝆𝑷𝒐𝒍𝒖𝒙,𝟏𝟐% u=12%에서 밀도에 대해 계산된 예측 값(kg/m³)
𝑭 측정값 Polux 5: 힘(daN)
𝜶 측정값 Polux 5: 침투 각도(도[°])
𝒖𝑷𝒐𝒍𝒖𝒙 측정값 Polux 5: 목재 수분율(%)
𝐓𝒐𝒓𝒅 비육 매개변수: 함침제를 고려하는 변수
- 261의 경우 0(함침 코드)
- 292에 대해 1(함침 코드)
- 371 및 666용 2개(함침 코드)

## 개발
폴룩스 (Polux) 기술은 1990년대 초반 장 뤽 산도스 (Jean-Luc Sandoz)에 의해 실바테스트 (Sylvatest)의 후속 제품으로 개발되었으며, 기존에 있던 EDF는 안전과 마스트 수명이라는 이중 문제를 고친 기술이다. 2003년에 이 기술은 바르셀로나에서 열린 제17회 전력 배전 네트워크에 관한 국제 회의에서 발표되었다.

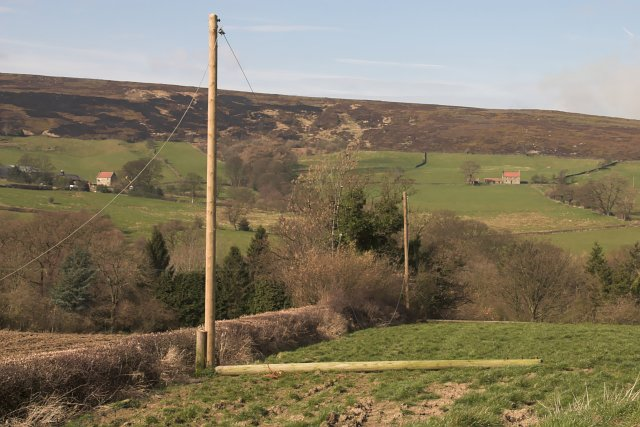
전신주 교체

접지선의 국부 밀도 측정과 흡습성 측정으로 구성된 데이터를 평가하는 Picus 소프트웨어와 함께 작동이다.
폴룩스 (Polux) 기술은 CBS 리프팀 (CBS-Lifteam)에서 더욱 발전되었다. [7] [8] 폴룩스의 다섯 번째 버전에서는 소형화된 도구와 스마트폰에서 다운로드할 수 있는 Picus 앱을 통해 더 빠른 데이터 수집 및 처리가 가능하다.
폴룩스 (Polux) 기술은 미국, 캐나다, 호주를 포함한 여러 국가에서 실행 중이다.

## 문학
- Flávio LR Vidor, Marçal Pires, Berenice A. Dedavid, Pedro DB Montani 및 Adriano Gabiatti: 브라질 남부 전력 배전망의 나무 기둥 검사. In: Rapport scienceifique. 2010 ( 온라인 보관됨 2023-07-30 - 웨이백 머신 )